# Rita Berton
Rita Berton (ca. 1952) is een Belgisch voormalig volleybalster.

## Levensloop
Berton verdedigde de kleuren van Hermes Oostende in de jaren 70 en 80. Met deze club won ze in deze periode dertienmaal de landstitel (1971, 1972, 1973, 1974, 1975, 1976, 1977, 1978, 1979, 1980, 1983, 1985 en 1987) en vijfmaal de Beker van België (1971, 1972, 1977, 1982 en 1983).
Ook was ze actief bij het Belgisch volleybalteam.
Haar zus Marleen was eveneens actief in het volleybal.